# Please Put Them On, Takamine-san
Please Put Them On, Takamine-san (履いてください,鷹峰さん?, Haite kudasai, Takamine-san, lett. "Per favore indossale, Takamine-san") è un manga scritto e disegnato da Yuichi Hiiragi. Viene serializzato sulla rivista shōnen Monthly Gangan Joker di Square Enix dal 22 gennaio 2019. I capitoli vengono raccolti in volumi tankōbon a partire dal 21 settembre 2019. Un adattamento anime prodotto da Liden Films è stato trasmesso dal 2 aprile al 18 giugno 2025.

## Trama
Un giorno, lo studente liceale Kōshi Shirota sorprende la presidente del consiglio studentesco e "dea" della scuola, Takane Takamine, mentre si cambia d'abito. Più tardi, quando si accorge che ha ricevuto un 98 in una verifica, si toglie le mutandine e la vede ricevere di nuovo il risultato, ma questa volta con un punteggio perfetto. Takamine affronta subito Shirota e gli dice che lei ha la capacità di riavvolgere il tempo togliendosi la biancheria intima, che poi scompare. Tuttavia, poiché l'ha vista nuda, è in grado di tornare indietro nel tempo con lei. La ragazza lo costringe quindi a essere il suo "armadio", sostituendo la sua biancheria con altra nuova ogni volta che usa il potere, e a mantenere il segreto con gli altri.

## Personaggi
Takane Takamine (鷹峰 高嶺?, Takamine Takane)
Doppiata da: Yurika Kubo
La protagonista femminile è la presidente del consiglio studentesco e considerata come "dea" dai suoi coetanei. Sembra essere la studentessa perfetta, ma è perché ha la capacità di riavvolgere il tempo rimuovendo un capo di biancheria intima in modo da poter annullare qualsiasi errore commesso. L'abilità le deriva da un periodo della sua infanzia in cui era così imbarazzata da bagnarsi. In seguito si scopre che nutre dei sentimenti per Shirota da quando erano bambini e si trovavano in un parco a prendersi cura di un gatto randagio, che alla fine Takamine ha adottato. Sebbene tenda a essere esigente a scuola, si comporta in modo più scherzoso e civettuolo con lui ogni volta che i due sono da soli, affermando che Shirota è un vergine perverso che fantastica su ogni tipo di situazione sessuale che la riguarda.
Kōshi Shirota (白田 孝志?, Shirota Kōshi)
Doppiato da: Daisuke Kasuya
Il protagonista maschile è uno studente delle superiori che si lega a Takamine come "armadio", dove lui deve sostituire la sua biancheria intima ogni volta che lei se la toglie. È l'unico ad aver visto Takamine nuda ed è quindi in grado di tornare indietro nel tempo ogni volta che lei ha una possibilità di rifarsi. All'inizio lo fa perché non vuole essere criminalizzato per aver dato l'impressione di aver aggredito sessualmente Takamine. Presto prende sul serio il suo compito di proteggerla dall'imbarazzo e in seguito rivela che all'epoca non era a conoscenza delle sue intenzioni romantiche.
Erie Evergreen (絵梨依・エバーグリーン?, Erii Ebāgurīn) / Eri (エリ?)
Doppiata da: Sumire Uesaka
Amica d'infanzia di Shirota. Ha i capelli chiari e lavora come modella amatoriale. Erano amici alle elementari, ma hanno frequentato scuole medie e superiori diverse. In seguito si unisce a Shirota nella stessa scuola di recupero. Le piace uscire con Shirota, cosa che fa ingelosire Takamine, ma in realtà è una lesbica che ha una ragazza. Ha una piccola cotta per Takamine per via del suo seno prosperoso. Si accorge subito che a Takamine piace Shirota e cerca di aiutarla a conquistarlo.
Rurika Kurosaki (黒崎瑠理香?, Kurosaki Rurika)
Doppiata da: Miyu Tomita

## Media

### Manga
Il manga, scritto e disegnato da Yuichi Hiiragi, viene serializzato sulla rivista shōnen Monthly Gangan Joker di Square Enix dal numero di febbraio 2019, uscito il 22 gennaio 2019. I capitoli vengono raccolti in volumi tankōbon a partire dal 21 settembre 2019. Al 22 marzo 2025 sono stati pubblicati 10 volumi.
Yen Press ha iniziato a pubblicare la serie in inglese il 6 aprile 2021, dopo aver annunciato di aver acquisito la licenza durante il panel del New York Comic Con del 2020.

#### Volumi
| 1  | 21 settembre 2019 | ISBN 978-4-75-756313-1 |
| 1  | Capitoli (traduzioni letterali dei titoli) - 1. Diventa il mio armadio. (私のクローゼットになりなさい。?, Watashi no kurōzetto ni narinasai.) - 2. Fammelo rifare finché non sarò soddisfatta. (満足するまでやり直させて。?, Manzoku suru made yarinaosa sete.) - 3. Per favore, fammi sapere se vuoi vederlo o no. (見たいか、見たくないか、教えてほしいの。?, Mitai ka, mitakunai ka, oshiete hoshii no.) - 4. Voglio che tu lo dica correttamente. (ちゃんと口にして欲しいの。?, Chanto kuchi ni shite hoshii no.) - 5. Grazie (ありがとう?, Arigatō) - 6. Non essere impassibile, sii sensibile (ドン感しないで、ビン感して。?, Donkan shinaide, binkan shite.)                                                                                        |                        |
| 2  | 22 gennaio 2020 | ISBN 978-4-75-756477-0 |
| 2  | Capitoli (traduzioni letterali dei titoli) - 7. Per favore, dammi ciò che non posso riavere indietro. (とり戻せないモノを頂戴。?, Tori modosenai mono o chōdai.) - 8. Assapora il meglio (一番イイのを味わって?, IchibanII no o ajiwatte) - 9. Ripetilo ancora e quando hai finito... (ヤり直して、イきツイた先で...?, Yarinaoshite, iki isuita saki de...) - 10. Non voglio farlo di nuovo. (ヤリなおしたくなんか、ないわ。?, Yarinaoshitaku nanka, nai wa.) - 11. Voglio che tu miagoli miao miao. (あなたにニャンニャンさせてほしいニャン。?, Anata ni nyan nyan sa sete hoshii nyan) - 12. Voglio che tu parli dei tuoi ricordi. (思い出を話してほしいの。?, Omoide o hanashite hoshii no.) - Bonus. No, mutandine (No, Panty?)                        |                        |
| 3  | 21 agosto 2020 | ISBN 978-4-75-756804-4 |
| 3  | Capitoli (traduzioni letterali dei titoli) - 13. La signora Takamine, la nuova moglie esperta (新妻上手の高嶺さん?, Niidzuma jōzu no Takane-san) - 14. Lasciami lavarti la schiena, tesoro. (あなた、お背中流させて。?, Anata, o senaka nagasa sete.) - 15. In un posto che da lì non si vede (そこからじゃ見えないところまで?, Soko kara ja mienai tokoro made) - 16. Voglio che tu sia preparato. (覚悟しておいてほしいの?, Kakugo shite oite hoshii no) - 17. Per favore, non fraintendetemi. (勘違いしないでもらえるかしら?, Kanchigai shinaide moraeru kashira) - 18. Sembra che vadano molto d'accordo. (仲、睦まじいご様子で?, Naka, mutsumajii go yōsu de) - 19. Per favore, lasciatemi ricambiare. (お返しをさせて頂戴?, Okaeshi o sasete chōdai) |                        |
| 4  | 22 marzo 2021 | ISBN 978-4-75-757163-1 |
| 4  | Capitoli (traduzioni letterali dei titoli) - 20. Lasciatemi darvi un consiglio. (ちょっと忠言させて?, Chotto chūgen sasete) - 21. Lasciami sovrascriverlo (上書きさせて?, Uwagaki sasete) - 22. Lasciami fare!! (私にヤらせなさい!!?, Watashi ni yarasenasai!!) - 23. Forza, alzate le mani! (さあ、手を挙げなさい?, Sā, te o agenasai) - 24. Voglio sapere qualcosa del mio amico. (友人の話をきいてほしいの。?, Yūjin no hanashi o kiite hoshii no.) - 25. Posso dirti qualcosa? (言わせてほしいの?, Iwasete hoshii no) |                        |
| 5  | 22 novembre 2021 | ISBN 978-4-75-757578-3 |
| 5  | Capitoli (traduzioni letterali dei titoli) - 26. La pioggia fa indurire Shirota (雨降って白田固まる?, Amefuri tte Shirota katamaru) - 27. Ti faccio una prova generale (予行演習をさせてあげるわ?, Yokō enshū o sa sete ageru wa) - 28. Guarda solo me (私だけを見なさい?, Watashi dake o mi nasai) - 29. La verità è nel mio cuore (真実は心にしまって?, Shinjitsu wa kokoro ni shimatte) - 30. Guarirò il mio padroncino (ご主人様を癒して差し上げます?, Goshujinsama o iyashite sashiagemasu) - 31. Non fingere che non sia mai successo (無かったことにしないで?, Nakatta koto ni shinaide) |                        |
| 6  | 22 giugno 2022 | ISBN 978-4-75-757976-7 |
| 6  | Capitoli (traduzioni letterali dei titoli) - 32. Lasciami leggerlo (リーディングさせて?, Rīdingu sa sete) - 33. Guarda attentamente e rispondi (よく見て答えてみなさい?, Yoku mite kotaete mi nasai) - 34. Lasciami vedere con i miei occhi puri e incontaminati (見定めし穢れなき瞳で見させて?, Misadameshi kegarenaki hitomi de mi sasete) - 35. Lasciami sperimentare (実験させて?, Jikken sa sete) - 36. Vuoi vederlo? Non vuoi vederlo? (見たい?見たくない??, Mitai? Mitakunai?) - 37. Fai come vuoi (好きにしていいわよ?, Suki ni shite ī wa yo) - 38. Mantienilo fresco (スッキリしといて?, Sukkiri shi toite) - 39. Realizza il tuo desiderio (願いを叶えて?, Negai o kanaete)                                                                     |                        |
| 7  | 22 marzo 2023 | ISBN 978-4-75-758477-8 |
| 7  | Capitoli (traduzioni letterali dei titoli) - 40. Da un'occhiata più da vicino (よく御覧なさい?, Yoku goran'nasai) - 41. Hai un forte desiderio di possedere (独占欲が強いのね?, Dokusen yoku ga tsuyoi no ne) - 42. Mangia la risposta giusta (正解を食べなさい?, Seikai o tabe nasai) - 43. Rivela i tuoi segreti. (隠しごとを明かしなさい。?, Kakushigoto o akashi nasai.) - 44. La determinazione di Shirota-kun (白田くんの決意?, Shirota-kun no ketsui) - 45. Non disturbarmi (邪魔をしないで?, Jama o shinaide) - 46. L'ho notato, Shirota-kun (気付きましたね、白田くん?, Kidzukimashita ne, Shirota-kun) |                        |
| 8  | 21 dicembre 2023 | ISBN 978-4-75-758970-4 |
| 8  | Capitoli (traduzioni letterali dei titoli) - 46.5. Il giorno dopo... (あの日の後日に・・・?, Ano ni no gojitsu ni) - Bonus 2. Il miglior abito della presidente (会長の一張羅?, Kaichō no itchōra) - 47. Sei licenziato. (あなた、クビよ。?, Anata, kubi yo.) - 48. Accarezzami (なでなでして?, Nade nade shite) - 49. Dimmi la tua preferenza (好みを教えなさい?, Konomi o oshie nasai) - 50. Mi chiedo cosa stia architettando (どういうつもりなのかしら?, Dōiu tsumorina no kashira) - 51. C'è qualcosa che vuoi sapere? (聞きたいことがあるの?, Kikitai koto ga aru no) |                        |
| 9  | 21 agosto 2024 | ISBN 978-4-75-759368-8 |
| 9  | Capitoli (traduzioni letterali dei titoli) - 52. Assicurati di non avere rimpianti! (悔いの残らないようにね!?, Kui no nokoranai yō ni ne!) - 53. Vuoi che ascolti la storia del tuo amico? (友達の話を聞いてほしいの?, Tomodachi no hanashi o kiite hoshī no) - 54. Lasciami chiedere consiglio (相談させて?, Sōdan sa sete) - 55. Dimmi com'è andata (どうだったか言いなさい?, Dōdatta ka ii nasai) - 56. Mostrami come nasconderlo. (隠してみせなさい。?, Kakushite mise nasai.) - 57. Ti aspetterò (待っていてあげるわ?, Matte ite ageru wa) |                        |
| 10 | 22 marzo 2025 | ISBN 978-4-75-759762-4 |
| 10 | Capitoli (traduzioni letterali dei titoli) - 58. Lasciami andare insieme al gruppo (集団でいかせて?, Shūdan de ika sete) - 59. Guarda il presente (今を見よう?, Ima o miyou) - 60. Lasciami decidere in base alla tua opinione (あなたの意見で決めさせて?, Anata no iken de kime sasete) - 61. Lasciami sperimentare (実験させて?, Jikken sa sete) - 62. Lasciati trasportare.... (流されて…。?, Nagasarete….) - 63. Proprio così, noi due... (このまま、二人で ——。?, Kono mama, futari de ——.) |                        |

### Anime
Il 2 agosto 2024 è stato annunciato un adattamento anime, prodotto da Liden Films e diretto da Tomoe Makino, con Yū Sato a supervisionare e scrivere le sceneggiature, Ryō Yamauchi e Maya Itō a curare il character design e a fungere da direttori dell'animazione, e Takeshi Nakatsuka a comporre la colonna sonora. La serie è stata trasmessa dal 2 aprile al 18 giugno 2025 su AT-X e altre reti. La sigla di apertura è Baby Baby Baby di Masami Okui con Bonjour Suzuki, mentre la sigla di chiusura è Hightail it di Makoto Furukawa. Crunchyroll ha trasmesso la serie in streaming in Occidente. A causa delle numerose scene a contenuto sessuale, l'anime è stato distribuito in tre versioni differenti: una versione televisiva e per piattaforme di streaming generiche con censura sulle immagini, una versione speciale con una censura parzialmente ridotta e una versione integrale, priva di qualsiasi censura, proiettata in anteprima il 2 marzo 2025 presso il cinema Ikebukuro HUMAX. Nella distribuzione su Crunchyroll, i primi due episodi sono stati trasmessi nella versione integrale senza censura, mentre a partire dal terzo episodio è stata utilizzata la versione con censura parziale.

#### Episodi
| Nº | Titolo italiano Giapponese 「Kanji」 - Rōmaji | In onda        | In onda |
| Nº | Titolo italiano Giapponese 「Kanji」 - Rōmaji | Giapponese     |         |
| 1  | Diventa il mio armadio. 「私のクローゼットになりなさい。」 - Watashi no kurōzetto ni narinasai. | 2 aprile 2025  |         |
| 1  | Takane Takamine è ammirata per la sua eccellenza accademica e sportiva ed è stata votata presidente del consiglio studentesco. Koushi Shirota, d'altra parte, non è assolutamente nessuno. Mentre Shirota si nasconde nel ripostiglio della palestra, Takamine entra e si cambia il reggiseno, facendo sì che la prima veda i suoi seni. Nella loro classe, vede Takamine togliersi le mutandine dopo aver ottenuto un 98 in un esame. All'improvviso, ha un 100 e Shirota è apparentemente l'unica a ricordare cosa è successo. Takamine in seguito dimostra che quando si toglie la biancheria intima, acquisisce la capacità di cambiare il passato. A causa di ciò che ha visto in precedenza, Shirota ha acquisito la capacità di percepire i cambiamenti che apporta. L'unico inconveniente è che qualsiasi pezzo di biancheria intima che si toglie svanirà. Pertanto, chiede a Shirota di diventare il suo armadio, portando biancheria intima di ricambio per lei e aiutandola a cambiarsi senza che nessuno se ne accorga. Quando Shirota cerca di rifiutare, Takamine urla che la sta molestando. Per evitare di essere arrestato, Shirota è costretto a giurare fedeltà. Una soddisfatta Takamine usa il suo potere per annullare la sua accusa.                                                                                              |                |         |
| 2  | Fammelo rifare finché non sarò soddisfatta. 「満足するまでやり直させて。」 - Manzoku suru made yarinaosa sete. | 9 aprile 2025  |         |
| 2  | Takamine insiste che Shirota porti sempre con sé una borsa di biancheria intima. Durante la lezione, Takamine decide che non le piaceva il modo in cui recitava una poesia, si toglie le mutandine e la recita di nuovo in concomitanza con una drammatica folata di vento attraverso la finestra. Shirota va nel panico perché deve mettere delle mutandine nuove su Takamine. Lei getta una gomma sul pavimento, fornendogli una scusa per inginocchiarsi davanti a lei senza che nessuno se ne accorga. Ben presto, però, si rende conto di non aver spinto le mutandine fino in fondo. Con l'insegnante che chiede agli studenti di raccogliere i documenti, è questione di tempo prima che Takamine debba alzarsi. Shirota raccoglie rapidamente i documenti di Takamine da solo e spinge le mutandine su con il ginocchio, cogliendola alla sprovvista. Alla fine della giornata, si congratula con il suo successo, suggerendo che si è impegnato al massimo perché vuole essere l'unico a cui è permesso vedere la sua biancheria intima. Shirota poi chiede del rumore che ha fatto prima, ma lei nega con rabbia. Più tardi quella notte, Takamine prende in considerazione l'idea di usare mutandine più osé, ma decide che Shirota non è ancora pronta per loro.                                                                              |                |         |
| 3  | Assapora cosa vuol dire essere il primo 「一番イイのを味わって」 - Ichiban ii no o ajiwatte | 16 aprile 2025 |         |
| 3  | Shirota è confusa quando Takamine attiva la sua abilità fino a quando non si rende conto che è stato perché l'ha quasi lasciata lasciare l'aula senza che lui l'assistesse. Shirota cade presto al piano di sotto dopo la risposta di Takamine alla sua risposta a lui che la sbircia. Alla fine si sveglia e Takamine ammette di rispettarlo solo un po' per la sua onestà. Più tardi, Takamine allena il suo club di corsa e usa i suoi poteri per aiutarlo a completare la gara in meno di 30 minuti, cosa che è successa solo perché Shirota non voleva che gli altri vedessero sotto la sua gonna. È così contento che torna a casa per sbaglio con la borsa della biancheria intima di Takamine. Gli manda un messaggio per ricordargli che la borsa contiene anche il suo reggiseno sportivo e lo tormenta con foto osé del suo reggiseno da jogging. Inizialmente respinge la situazione fino a quando non si rende conto che potrebbe trovarsi in potenziale pericolo. Dopo aver scherzato, Takamine è piacevolmente sorpreso quando Shirota arriva nella sua posizione perché era preoccupato per lei. È contenta di poter contare su di lui, mentre Shirota è insolitamente felice che lui sia l'unica persona al mondo di cui si fida. |                |         |
| 4  | Non essere impassibile, sii sensibile. 「ドン感しないで、ビン感して。」 - Donkan shinaide, binkan shite. | 23 aprile 2025 |         |
| 4  | Shirota è confusa sul motivo per cui Takamine ha invertito il tempo di una gara di nuoto che aveva già vinto per vincerla di nuovo. Quando lui si chiede come abbia fatto, lei rivela in modo scherzoso di aver rimosso uno dei pasticcini che indossava. Takamine porta lo shopping di biancheria intima di Shirota e gli chiede di scegliere per lei. Dopo aver ascoltato la sua spiegazione del motivo per cui ha scelto un paio di mutandine blu, una Takamine segretamente felice lo trascina in un altro negozio di lingerie. Il giorno dopo, Shirota ha la febbre, così Takamine lo porta a casa per prendersi cura di lui. Vedendo come le sue prese in giro lo hanno sconvolto, riavvolge il tempo per annullarlo. Poi riavvolge di nuovo il tempo togliendosi il reggiseno, questa volta assicurandosi di aver messo il deodorante dopo la lezione di ginnastica, e si mette a letto con lui per condividere il calore corporeo. Shirota è sorpresa di quanto si senta confortato. Mentre è mezzo addormentato, le chiede perché a volte è così gentile con lui. Takamine ricorda la sua infanzia solitaria fino a quando non ha incontrato Shirota, che l'ha aiutata a salvare un gattino orfano, che possiede ancora. La frustra anche il fatto che lui non si sia ancora reso conto di essere speciale per lei.                              |                |         |
| 5  | Vorrei che facessi "miao miao", miao. 「あなたにニャンニャンさせてほしいニャン。」 - Anata ni nyan nyan sa sete hoshii nyan. | 30 aprile 2025 |         |
| 5  | Shirota si rende conto di non aver portato a termine diversi compiti. Durante il giorno, nota che Takamine si rifiuta di usare il suo potere, anche se questo la esaurisce. Lui insiste che lei rifaccia qualcosa per sentirsi meglio e lei è d'accordo, ma solo se le toglie le mutandine per lei. Per evitare che ciò accada di nuovo, Takamine decide di aiutarlo con i compiti estivi. A casa sua, Takamine vuole mostrare a Shirota il suo gatto Kuro. Poiché Kuro è via, tuttavia, Takamine si comporta in modo civettuolo come un gatto. C'è una tempesta, così Takamine insiste che rimanga per la notte. Una volta che Kuro torna, Takamine è delusa dal fatto che Shirota non la riconosca. Irritata, usa tutto il sapone in modo che lui non possa fare la doccia, poi si siede in un asciugamano per tormentarlo. Shirota ricorda improvvisamente di aver salvato un gatto con una ragazza che gli ha fatto una confessione d'amore a cui non ha risposto. Ha sempre voluto scusarsi ma non ha mai saputo il suo nome. Takamine si sente speranzoso fino a quando non le chiede se sa chi è la ragazza. Quando un fulmine colpisce, Takamine è così spaventata che il suo asciugamano cade e salta su Shirota nuda. Segretamente, è felice di avere una scusa per abbracciarlo.                                                               |                |         |
| 6  | Tesoro, lasciati lavare la schiena. 「あなた、お背中流させて。」 - Anata, o senaka nagasa sete. | 7 maggio 2025  |         |
| 6  | Takamine suggerisce a lei e Shirota di giocare di ruolo come sposi novelli. Shirota va nel panico quando cucina la cena nuda, quindi gli permette di metterle le mutandine, solo per toglierle di nuovo quando brucia il cibo. Poi lo prende in giro offrendosi di lasciargli leccare un po' di stufato da lei. Dopo cena, Shirota è scioccata quando Takamine si unisce a lui in un bikini osé per lavargli la schiena e i capelli. Shirota lotta per assicurarsi che Takamine non veda la sua eccitazione, solo per fallire quando le afferra accidentalmente il seno. Dopo averlo visto, Takamine diventa inaspettatamente imbarazzato. Pochi giorni dopo, Shirota aiuta Takamine a pattugliare un festival locale, assicurandosi che gli studenti si comportino bene. Takamine rivela di non avere biancheria intima sotto il suo yukata e insiste che lui ne indossi un po' in pubblico. Takamine riavvolge il tempo più volte per cercare in diverse aree, ma diventa sempre più frustrato ogni volta che non trova nulla. Rendendosi conto che spesso cerca aree piene di coppie, Shirota si chiede se forse si aspetta una confessione da lui e sta riavvolgendo il tempo per dargli più opportunità. Dopo aver visto i fuochi d'artificio, lui sbotta che sono bellissimi, il che sembra farle piacere, così lei smette di riavvolgere il tempo. |                |         |
| 7  | Avvicinati, da lì non si vede niente 「そこからじゃ見えないところまで」 - Soko kara ja mienai tokoro made | 14 maggio 2025 |         |
| 7  | Takamine decide di portare Shirota a un open day all'Università di Aogaku poiché se vuole rimanere il suo armadio, deve frequentare la sua stessa università. Ad Aogaku, è sorpresa che Shirota non abbia deciso cosa vuole fare in futuro. Takamine fa al docente una domanda su Aogaku, poi riavvolge il tempo solo per poter riformulare leggermente la sua domanda. Shirota riesce a rimettersi le mutandine nel mezzo dell'aula. Takamine in seguito ammette che, anche se non le dispiace se in futuro separeranno le cose, ha bisogno di tenerlo occupato come il suo armadio per il loro ultimo anno di liceo. Tornano a scuola il giorno dopo, dove Shirota si rende conto che Takamine sta avendo una giornata no. Per evitare che gli altri acquisiscano il potere di percepire il suo tempo di riavvolgimento, le protegge rapidamente i seni afferrandoli con le mani. Imbarazzato, Takamine riavvolge l'intera giornata. Sollevato dal fatto che Takamine si comporti di nuovo normalmente, Shirota decide di prendere sul serio il suo futuro, iniziando a frequentare la scuola cram. Lì incontra una donna del suo passato. |                |         |
| 8  | Vedo che andate d'amore e d'accordo 「仲、睦まじいご様子で」 - Naka, mutsumajī go yōsu de | 21 maggio 2025 |         |
| 8  | La ragazza è Ellie Evergreen, amica di Shirota dalle elementari. Ellie lo invita al parco giochi per fare una battaglia con i palloncini d'acqua. Tuttavia, quando si bagna, diventa evidente che non indossa un reggiseno. Ellie è sorpresa che Shirota stia progettando di andare al college con una donna con cui non esce e deduce che devono essere innamorati l'uno dell'altra. Per pura sfortuna, un furioso Takamine arriva improvvisamente e li affronta. Ellie poi la invita a unirsi a loro, ma Takamine scambia i palloncini per preservativi e crede che l'abbiano appena invitata a un rapporto a tre, quindi schiaffeggia Shirota. Ellie rivela di ricordare anche Takamine dalla scuola elementare. Ellie si scusa con Takamine per essersi avvicinata troppo al suo ragazzo, cosa che Takamine nega. Ellie se ne va, promettendo di vedere Shirota alla scuola di cram. Takamine è commosso, Shirota sta cercando di entrare al college con lei e si offre di aiutarlo a studiare. Quando lui rifiuta, lei riavvolge il tempo per chiedergli di accettare il suo aiuto. Insiste anche che lui sostituisca la biancheria intima che si è appena tolta. Mentre studia, Takamine si rende conto che Shirota è una studentessa così cattiva che persino la scuola potrebbe non farlo entrare al college.                                     |                |         |
| 9  | Lasciamo fare a me! 「私にヤらせなさい！！」 - Watashi ni yarasenasai!! | 28 maggio 2025 |         |
| 9  | Takamine, Ellie e Shirota si dirigono verso un ristorante dove lavora l'amica di Ellie, Rurika Kurosaki. Lì, Takamine fa riferimento a ciò che è accaduto in precedenza tra lei e Shirota a casa sua, ma Ellie lo interpreta male. Takamine ed Ellie hanno presto una conversazione privata in cui quest'ultima si scusa con la prima per essersi avvicinata a Shirota, rivelando che Rurika è in realtà la sua ragazza. Un sollevato Takamine torna da Shirota e insiste per avere una lotta con i palloncini d'acqua. Come punizione per la sconfitta, Takamine chiede a Shirota di leccare il sudore dal suo corpo. Alla fine, stuzzicando il suo stomaco, si rende conto che lo farà attivamente. In seguito, Takamine scopre che Shirota è svenuta, quindi riavvolge il tempo. Takamine in seguito lo invita in un parco divertimenti. Durante l'uscita, tuttavia, continua a riavvolgere il tempo per vari motivi. Shirota alla fine è scioccata quando nota che a un certo punto si è effettivamente messa le mutandine addosso. Ammette che il viaggio doveva essere la sua ricompensa per la scuola cram, ma invece ha continuato a rendere la giornata divertente per lei. Quando Shirota rivela di aver pianificato tutto in anticipo proprio per questo motivo, Takamine è segretamente felice.                                               |                |         |
| 10 | Shirota bagnato, Shirota fortunato 「雨降って白田固まる」 - Amefuri tte Shirota katamaru | 4 giugno 2025  |         |
| 11 | Ti lascerò fare delle prove 「予行演習をさせてあげるわ」 - Yokō enshū o sa sete ageru wa | 11 giugno 2025 |         |
| 12 | Guarda soltanto me 「私だけをみなさい」 - Watashi dake o mi nasai | 18 giugno 2025 |         |

## Accoglienza
Rebecca Silverman di Anime News Network ha dato al primo volume del manga 2 stelle su 5, criticando la scrittura per alcuni passaggi meschini, ma apprezzando il tono ridicolo e i disegni fanservice. Lynzee Loveridge lo ha invece bocciato decisamente, soprattutto per la componente estorsiva: «Posso avere fanservice femminile sexy di ogni tipo senza dovermi sorbire questo tipo di contenuti».
Nel giugno 2021, il manga è stato nominato per la settima edizione del Next Manga Award nella categoria Best Printed Manga.